# Korektor pisowni

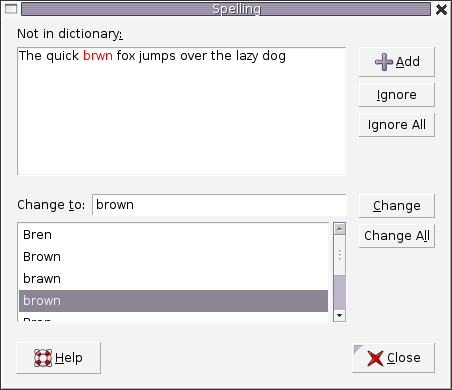
Typowe okno korektora pisowni

Korektor pisowni, moduł sprawdzania pisowni, korektor ortograficzny – program lub moduł programu odpowiedzialny za samoczynne sprawdzanie ortografii w tekście, niekiedy również interpunkcji, typografii i aspektów stylu. Stanowi typowy element procesorów tekstu, na przykład programu Microsoft Word, ale bywa obecny w słownikach elektronicznych i wyszukiwarkach internetowych.
W przypadku języka angielskiego mechanizm sprawdzania pisowni wykorzystuje bogaty słownik, który jest dopełniany przez zasób reguł pozwalających wykrywać błędne formy. W przypadku języków o bogatej morfologii stosuje się analizator morfologiczny, wyposażony w inwentarz rdzeni językowych i zasad opisujących fleksyjną warstwę języka. Stosunkowo niedawno pojawiły się mechanizmy sprawdzania pisowni stosujące metody statystyczne.
Korektor pisowni działa na zasadzie rozpatrywania każdej formy wyrazowej z osobna – na przykład niegramatyczne połączenie wyrazowe „inteligentna uczeń” nie zostanie rozpoznane jako błędne, gdyż obydwa słowa istnieją w systemie językowym. Na rynku istnieją jednak korektory gramatyczne, umożliwiające identyfikację tego typu omyłek. Kolejnym ograniczeniem typowego korektora pisowni jest nierozpoznawanie części nazw własnych i skrótów – użytkownik musi dodać te elementy samodzielnie.